# Річард Ромер
Річард Гіт Ромер (англ. Richard Rohmer; народився 24 січня 1924, Гемілтон, провінція Онтаріо, Канада) — канадський льотчик, юрист, радник, письменник та історик.
Ромер народився в Гемілтоні, Онтаріо, і провів частину своєї ранньої юності в Пасадені, Каліфорнія, а також у західному Онтаріо у Віндзорі та Форт-Ері. Головна редакційна стаття «Пітерборо Ехемінер» від 14 січня 2009 року описує Ромера як «одну з найяскравіших постатей Канади за останні півстоліття». Генерал Ромер був почесним радником начальника штабу оборони Канадських збройних сил з 2014 по 2017 рік. Він був радником міністра у справах ветеранів з організації та проведення святкування в Канаді 70-ї річниці Дня D у Нормандії в червні 2014 року та 70-ї річниці визволення Нідерландів в травні 2015 року. Він є ветераном Дня Д, битви за Нормандію та визволення Нідерландів.

## Військова кар'єра
Після навчання в середній школі він недовго працював у «Fleet Aerospace», перш ніж у 1942 році, у свій 18-й день народження, приєднався до Королівських ВПС Канади (RCAF). У Європі в 1943–1944 роках як пілот-розвідник, керуючи північноамериканськими винищувачами «Мустанг», наприкінці листопада 1944 року в Нідерландах він здійснив 135 бойових вильотів. 17 липня 1944 року він помітив швидкісний штабний автомобіль, який зазвичай використовувався для перевезення німецьких офіцерів. За словами Ромера, німецьким офіцером був фельдмаршал Ервін Роммель. Ромер повідомив про місцезнаходження автомобіля Центру управління групи, який надіслав «Спіфає», пілотований канадцем Чарлі Фоксом. Ромер брав участь у Дні Д і битвах за Нормандію, Бельгію та Голландію. Зараз він є найстаршим канадським ветераном, брав участь у всіх цих битвах серед тих, хто досі живі.
У 1945 році він був демобілізований і переведений до Королівського Канадського військово-морського резерву (RCN(R)), де отримав звання лейтенанта (P) RCN(R) за вислугою років. Він служив у HMCS  HMCS Hunter у Віндзорі, Онтаріо, як командир Університетського відділу військово-морської підготовки (UNTD) з 1946 року до виходу у відставку в 1948 році. 
У 1950 році він повернувся в RCAF (резерв), літаючи на реактивних літаках «Vampire» і командуючи ескадрильєю 400 (місто Торонто) та 411 ескадрильєю (графство Йорк). У 1953 році звільнився з посади командира крила.
У 1971 році він був призначений почесним підполковником (а згодом почесним полковником) 411 авіаційної резервної ескадрильї. У квітні 1975 року він отримав звання бригадного генерала та призначений старшим радником авіаційного резерву. 1 квітня 1976 року призначений командиром новоствореної групи авіаційного резерву. 31 січня 1978 року йому було присвоєно звання генерал-майора та призначено начальником резерву. У грудні 1978 року він був призначений командором ордена «За військові заслуги» і залишив військову службу в січні 1981 року.
22 грудня 2014 року генерал-майор (у відставці) Ромер був призначений почесним радником начальника штабу оборони Збройних сил Канади, призначення на три роки «...створене для визнання внеску генерала (у відставці) Ромера в Збройних сил Канади, а також унікальні поради та вказівки, які він надає начальнику штабу оборони, спираючись на його багатий досвід служби в Канаді».
26 червня 2015 року, як почесний радник начальника штабу оборони, генерал Ромер був підвищений до звання почесного генерал-лейтенанта колишнім і новим начальниками штабу оборони. 

## Політична кар'єра
З 1957 по 1959 рік Ромер був членом міської ради Норт-Йорка, представляючи Ворд 1, крайній східний район містечка, який включав Дон Міллз, де його сім'я жила з 1954 року. 
У 1958 році він безуспішно кинув виклик Голлісу Бекетту, чинному депутату від Прогресивної консервативної партії в окрузі Йорк-Іст, за висунення від Консервативної партії на Загальних виборах в Онтаріо 1959 року]. 
У 1960-х роках він підтримав успішну кандидатуру Джона Робартса на посаду лідера Прогресивно-консервативної партії Онтаріо, а потім три роки працював старшим радником і юридичним радником прем’єр-міністра Онтаріо Робартса. Він і Робартс задумали ідею, ухвалену законодавчим органом провінції в 1965 році, щоб провінція прийняла провінційний прапор за зразком червоного прапора . Цей крок був відповіддю на дебати про канадський прапор, під час яких федеральний уряд вирішив відмовитися від канадського червоного прапора на користь прапора з кленовим листом . 
Ромер за переконанням — монархіст.

## Середньоканадський коридор
Наприкінці 1960-х і на початку 1970-х років Ромер просував план мегапроекту з розвитку та заселення канадської субарктики, який він назвав « Середньоканадським коридором» "Mid-Canada Corridor". Хоча план зацікавив деяких промисловців, генеральних директорів, банкірів і залізниць, він не отримав підтримки з боку канадського уряду. 

## Юридична кар'єра
Ромер, який закінчив навчання в юридичній школі Осґуд Холл, був запрошений до колегії адвокатів у 1951 році, призначений королівським радником у 1960 році, і наразі має статус «не практикуючого юриста» в Товаристві юристів Онтаріо Law Society of Ontario.
Під час своєї адвокатської практики він був радником у кількох адміністративних судах у справах землекористування та транспорту. Його головний успіх у зміні офіційного плану стався в 1972 році, коли як радник Канадської національної залізниці та Канадської тихоокеанської залізниці та їхніх дочірніх компаній він виступив перед муніципальною радою Онтаріо на шеститижневому суперечливому слуханні, яке призвело до зміни офіційного плану для всіх землі користування залізницею навколо Юніон-Стейшн від Йондж-стріт до Батерст-стріт (185 акрів) до високощільної суміші житлових, комерційні, розважальні, готелі, спортивні центри та інші цілі, включаючи будівництво «Сі-Ен Тауер». Цей офіційний план є основою для багатьох років величезного розвитку земель - земель тоді і зараз вартістю мільярдів доларів. Це була найбільша офіційна зміна плану в історії Канади.

## Літературна діяльність
Також Ромер відомий як письменник. Фантастичні романи Ромера майже завжди виражають почуття крихкої параної щодо політичних та економічних перспектив його рідної землі, яка тонко простяглася вздовж американського кордону. Два з найвідоміших романів Ромера — політико-фантастичні романи «Ультиматум» і «Поділ». Цикл про Роберта Портера, що складається з «Ультиматуму» (1973) та «Виправдання» (1974), присвячений безпосередньо канадсько-американським конфліктам у найближчому майбутньому, коли Америка намагається змусити Канаду забезпечити її нафтою, необхідною для виживання. Роман Ультиматум, опублікований 1973 року, містить теми політичної, економічної та енергетичної кризи, а також думку автора про життєздатність канадської нації. Це найпопулярніший роман Ромера , і він став бестселером у Канаді в 1973 році.  Через три роки Ромер опублікував
Цикл про Жозефа Русселя, що складається з романів «Відтік / Велика Британія» (1975) та «Поділ» (1976; в новій редації — «Поділ два», 1981), описує як різні іноземні держави витягують усі свої інвестиційні гроші зі Сполученого Королівства та спричиняють такий нищівний крах в економіці цієї країни, що відбувається масовий відтік, вимушену еміграцію з Великої Британії, в інші частини світу. (оскільки поставки нафти зменшуються), потім повертаються, щоб висловити таку ж непросту параною щодо сепаратизму; роман «Поділ» присвячений внутрішнім і міжнародним політичним темам навколо прагнення сепаратистів Квебеку створити канадську провінцію як окрему націю. Він залишався в списку бестселерів «Торонто Стар» протягом 22 тижнів.  У 1977 році фільм «Поділ» був знятий на телебаченні та показаний на телеканалі CTV. Баррі Морз був обраний для короткої появи на посаді британського прем'єр-міністра.
В романі «Зоремагеддон» перша жінка — віце-президент США ненавмисно потрапляє в радянський повітряний простір і прискорює ядерну війну.
Він є відомим канадським автором не лише художньої, але й нехудожньої літератури. За свою літературну діяльність він видав понад тридцять книг. Його останньою нехудожньою книгою є «The Building of the CN Tower», опублікована у 2011 році «RailCore Press Inc.», президентом якої він є. Його останній роман «Ультиматум 2» був опублікований на початку 2007 року. Він описує майбутнє протистояння між США та Росією проти Канади через будівництво міжнародного сховища ядерних відходів високої активності в арктичній Канаді. Друге видання його історичного роману про переговори Канади з британцями про автономію відповідно до Закону про Британську Північну Америку — «Хрестовий похід сера Джона А» та «Чудове безглуздя» Сьюарда.
Серед іншого, Ромер очолював Королівську комісію з книговидання в 1971–1972 роках.

## Волонтерська робота
Він двічі був канцлером Віндзорського університету, загалом пропрацювавши 13 років. У 1978 році він домовився про пожертвування Конрадом Блеком колекції робіт Моріса ле Нобле Дюплессі в обмін на почесний ступінь.
Він був статутним членом свого місцевого (Don Mills) клубу «Ківітен»  і служив скарбником міжнародної організації. Його посада дозволила йому зустрітися з президентом США Двайтом Д. Ейзенхауером, щоб вручити нагороду Civitan's World Citizenship Award. 
Він був головою святкування 60-ї річниці Дня D, яке відбулося в присутності королеви Канади на пляжі Джуно в Нормандії 6 червня 2004 року. Як радник міністра у справах ветеранів він брав участь у плануванні, підготовці та проведенні урядового святкування 70-ї річниці Дня D на плацдармі Джуно-Біч, Франція, 6 червня 2014 року, а також брав участь у планах для святкування 70-ї річниці визволення Нідерландів у Голландії в Канаді 5 травня, 2015 рік. Нині він один із небагатьох канадських ветеранів, які вижили в обох битвах (за Нормандію та Голландію).
Він був співголовою консультативного комітету Онтаріо, який створив меморіал ветеранам, відкритий 17 вересня 2006 року перед законодавчим органом провінції в Квінз-Парку, був головою Церемонії дорадчого комітету прем'єр-міністра (2006-2014) і був десятирічним член дорадчої ради Ордену Онтаріо.
Останніми роками Ромер обіймає такі почесні посади: почесний заступник комісара поліції провінції Онтаріо поліції провінції Онтаріо; почесний начальник Парамедична служба Торонто; покровитель швидкої допомоги Св. Іоанна Торонто (1978–2007), почесний начальник пожежної служби Коллінвуда, Онтаріо. Він також був першим почесним керівником парамедиків в Онтаріо , а з 1978 по 2007 рік був покровителем Торонтського відділення лікарні швидкої допомоги Св. Іоанна.

## Особисте життя
Ромер живе в Коллінгвуді, Онтаріо. Його дружина, з якою він прожив 70 років, Мері Олівія (на прізвисько Мері-О), померла в січні 2020 року.  Він також займається авіаційними судовими процесами в юридичній фірмі Rohmer & Fenn в Торонто. У нього дві доньки: Енн, телеведуча, і Кетрін, юристка.
24 січня 2024 року Ромеру виповнилося 100 років.

### Фантастичні книги

#### Цикли
- Ультиматум (англ. «Ultimatum»), або  Канада (англ. «Canada»)

- - Ультиматум (англ. «Ultimatum»; 1973) Торонто, Кларк, Ірвін ISBN 9780772006189
  - Виправдання (англ. «Exxoneration»; 1974)
  - Ультиматум 2  (англ. «Ultimatum 2»; 2007) Торонто, Дандурн ISBN 978-1-55002-584-2

- Жозеф Руссель (англ. «Joseph Roussel»), або  Канадcька схизма (англ. «Canadian Schism»)

- - Вихід / Велика Британія (англ. «Exodus/UK»; 1975) Торонто: «Макклелланд і Стюарт» ISBN 9780771077067
  - Поділ (англ. «Separation»; 1976) «Макклелланд і Стюарт» ISBN 9780771077043
  - Поділ 2 (англ. «Separation 2»; 1981) «ПейпеДжекс» ISBN 0-7701-0180-1

- Президент Джон Гансен (англ. «President John Hansen»)

- - М'ячі! (англ. «Balls!»; 1980)
  - Червоний перископ (англ. «Periscope Red»; 1980)
  - Тріада (англ. «Triad»; 1980)

#### Позасерійні фантастичні книги
- Відплата  (англ. «Retaliation»; 1982)
- Зоремагеддон (англ. «Starmageddon»; 1986)

### Інші книги
- Практика та процедура перед Радою автомобільного транспорту (1965)
- Зелена північ: Середня Канада (1970)
- Арктичний імператив (1973) Торонто, «Макклелланд і Стюарт» ISBN 9780771077012
- Вірші Артура Генрі Ворда (1980)
- Розрив Паттона (англ. «Pattons Gap»; 1981) Нью-Йорк : «Beaufort Books» ISBN 9780082500629
- Різанина 747 (1984)
- Роммель і Паттон (1986)
- Година лиса (1988)
- Червона Арктика (1989)
- Хрестовий похід Джона А. (1995)
- Смерть через дефіцит (1996)
- Орел у клітці (2002)
- Ролі на скелях (2002)
- Загалом (автобіографія, 2004) Торонто, «Dundurn Group» ISBN 9781550025187
- Будівництво Сі-Енн (2011)
- Будівництво «Sky Dome»/ «Rogers Center» (2012)
- Хрестовий похід сера Джона А та Чудова дурість Сьюарда (2013)

### Посади у сфері книговидання
- Королівська комісія з книговидання (голова, 1972)

## Відзнаки
| </img> |
| </img> |
| </img> |
| </img> |
| </img> |
| </img> |
| </img> |

- Призначений королівським радником (QC) у 1960 році.
- Почесний начальник поліції Торонто (TPS) 26 березня 2015 [18]
- Названий «Нешнл пост» «Найцікавішим канадцем» [19]

## Почесні дипломи
Річард Ромер отримав багато почесних ступенів на знак визнання його служби в Канаді, зокрема:
| Країна                                                     | Дата                   | Школа                                 | Ступінь                |
| ---------------------------------------------------------- | ---------------------- | ------------------------------------- | ---------------------- |
| Шаблон:Дані країни Ontario</img>Шаблон:Дані країни Ontario | Травень 1975 року      | Віндзорський університет              | Доктор права (LL.D)    |
| Шаблон:Дані країни Ontario</img>Шаблон:Дані країни Ontario | 2009 рік               | Товариство юристів Верхньої Канади    | Доктор права (LL.D)    |
| Шаблон:Дані країни Ontario</img>Шаблон:Дані країни Ontario | 20 листопада 2015 року | Королівський військовий коледж Канади | Доктор військових наук |